# Antonin Baudry
Pour les articles homonymes, voir Baudry.
Pour le pompier, voir Anthony Baudry.
Antonin Baudry, aussi connu sous le nom de plume Abel Lanzac, est un auteur et réalisateur français, né le 6 mai 1975 à Paris. Ingénieur de formation, diplomate français spécialiste des questions culturelles, il est aussi scénariste de bandes dessinées.
Au cinéma, il se fera connaître avec son premier long-métrage pour Le Chant du loup qui rencontre un immense succès. Il tourne ensuite De Gaulle, un diptyque biographique sur Charles de Gaulle.

## Biographie

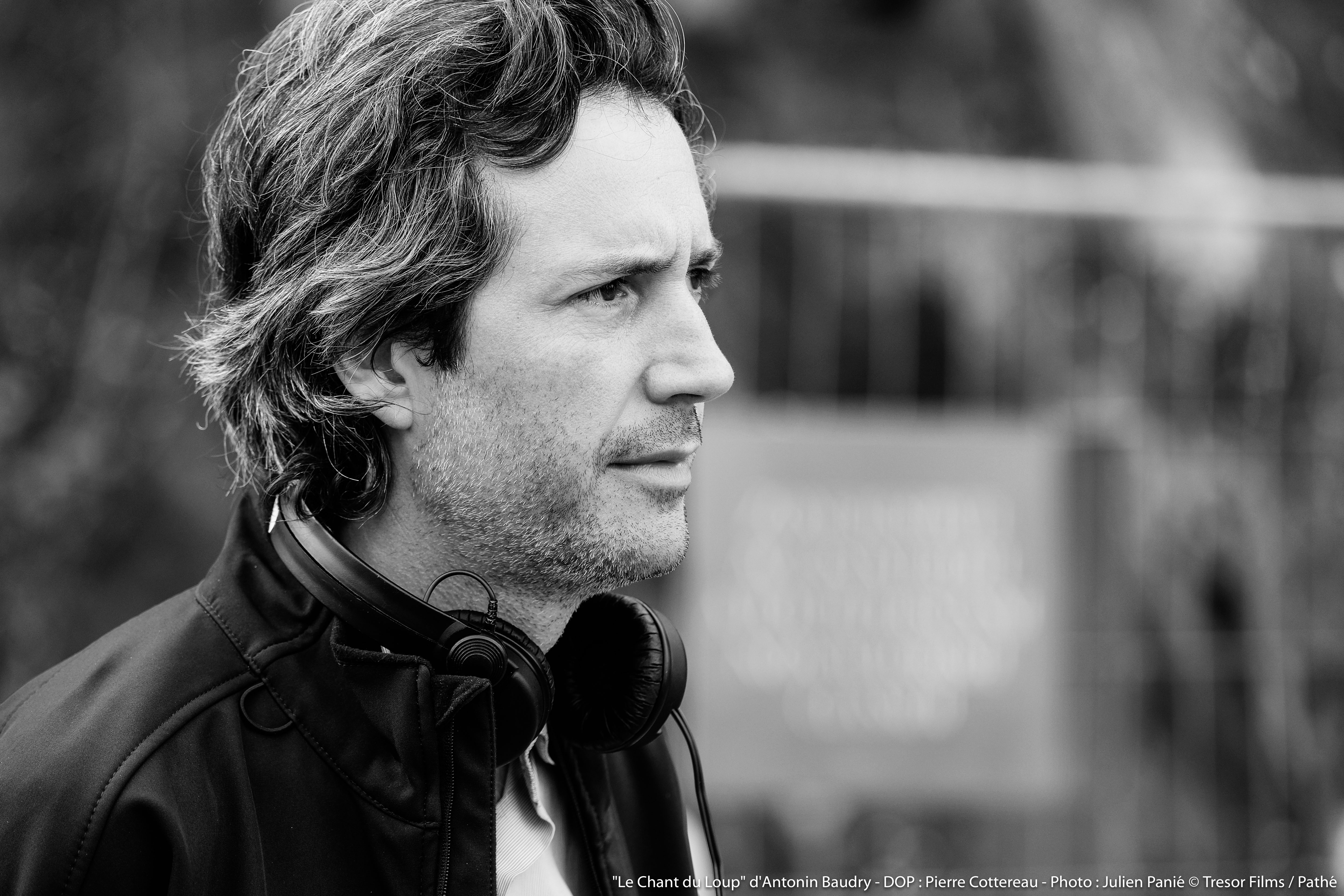
Antonin Baudry en 2020.

### Formation
Après des classes préparatoires scientifiques au lycée Louis-le-Grand, Antonin Baudry intègre en 1994 l'École polytechnique au concours d'entrée (option M'), et en sort ingénieur des Ponts et Chaussées (il fait partie du Corps des ponts et chaussées). Il se classe ensuite 2e au concours d'entrée littéraire de l'École normale supérieure (B/L 1998) et obtient un DEA en études cinématographiques sous la direction de Nicole Brenez à Paris-I.

### Auprès de Villepin
Il devient en août 2002 chargé de mission au cabinet du ministre des Affaires étrangères Dominique de Villepin où il est chargé des discours du ministre. Puis le 22 avril 2004 il devient son conseiller au ministère de l'Intérieur, chargé de la stratégie et de la prospective, puis conseiller sur les questions d'économie et de culture internationales le 21 juin 2005 à Matignon.

### En Espagne et aux Etats-Unis
Il occupe le poste de conseiller culturel à l'ambassade de France en Espagne. Puis, entre 2010 et 2014, il occupe la même position à l'ambassade de France aux États-Unis.
Pendant son mandat en tant que conseiller culturel de France aux États-Unis, il crée la librairie Albertine à New York. Elle est inaugurée en septembre 2014 dans l'hôtel Payne Witney qui héberge les services culturels français, sur la 5e avenue. C'est la seule librairie française de New York. Il en dessine les plans avec l'architecte d'intérieur Jacques Garcia. Il lance la même année le festival Albertine, qui depuis a lieu chaque automne autour d'auteurs et d'artistes français et américains. La première édition rassemble des personnalités tels que les mathématiciens John Nash et Cédric Villani, les auteurs Emmanuel Carrère, Marjane Satrapi, Mary Gaitskill, Greil Marcus, Percival Everett, A.O. Scott...

### Bande dessinéeQuai d'Orsay
Sous le nom de plume Abel Lanzac, en hommage au réalisateur et scénariste Abel Ferrara, il scénarise la crise irakienne de 2002 vue du cabinet des Affaires étrangères dans la bande dessinée Quai d'Orsay (2010-2011), avec le dessinateur Christophe Blain. La bande dessinée obtient un immense succès critique et public.
Le second volume de Quai d'Orsay  obtient le prix du meilleur album du festival d'Angoulême 2013. À Angoulême où il vient recevoir son prix, l'identité véritable d'Abel Lanzac est rendue publique. Bertrand Tavernier adapte la bande dessinée en film (Quai d'Orsay, 2013) et lui demande d'écrire avec lui le scénario.
Le 28 janvier 2015, il est nommé en Conseil des ministres ambassadeur pour la culture française et président exécutif de l'Institut français, succédant à Xavier Darcos.

### Premier film:Le Chant du loup
Il démissionne de ce poste quelques mois après sa nomination pour se lancer dans l'écriture et le cinéma. Il se met à écrire le scénario de son premier film, Le Chant du loup.
Il est nommé président du jury du 43e Festival international de la bande dessinée d'Angoulême, qui se tient du 28 au 31 janvier 2016. Il devient aussi membre du conseil d'administration du Théâtre de la Ville, à Paris.
En 2018, il réalise Le Chant du loup, qui sort en France le 20 février 2019. Le film reçoit un très bon accueil de la critique et du public. Il réalise plus d'1,5 million d'entrées en France et est distribué dans une cinquantaine de pays. Le film, qui se passe dans des sous-marins nucléaires, raconte l'histoire d'une oreille d'or (joué par François Civil) : c'est le terme qui désigne les analystes acoustiques dans les sous-marins. Le film obtient le César du meilleur son aux César 2020.
Il devient président de la commission Création Visuelle et Sonore du CNC. Il est membre du jury du Festival du cinéma américain de Deauville en 2019, du Festival du film francophone d'Angoulême et du Festival Biarritz Amérique latine en 2021.
En 2021, il met en scène son premier spectacle La Nuit des rois à la Scène musicale de Boulogne-Billancourt, regroupant quatre pièces méconnues de Robert Schumann : Le Page et la Fille du Roi, le Nachtlied, Le Requiem pour Mignon et la Malédiction du Chanteur. La direction musicale est de Laurence Equilbey. Du fait du succès du spectacle, sa reprise est décidée pour la saison 2023.

### Deuxième film:De Gaulle
En 2023, il réalise De Gaulle, un diptyque ambitieux sur le général de Gaulle durant la Seconde guerre mondiale qui sortira en 2025.

## Œuvres

### Bande dessinée
- Quai d'Orsay, avec Christophe Blain, Dargaud, 2 vol., 2010-2011.  (ISBN 978-2205-06132-1)

### Filmographie
Sauf indication contraire, les informations mentionnées dans cette section peuvent être confirmées par la base de données cinématographiques IMDb,  présente dans la section « Liens externes ».

#### Scénariste
- 2013 : Quai d'Orsay, avec Christophe Blain et Bertrand Tavernier
- 2019 : Le Chant du loup de lui-même
- 2025 : De Gaulle de lui-même Date sujette à modification

#### Réalisateur
- 2019 : Le Chant du loup
- 2025 : De Gaulle

### Jeux
- La Course à l’Élysée, dessin de Christophe Blain, Letheia, 2012.

## Prix et distinctions
- 2010 :  
  -  Grand prix RTL de la bande dessinée pour Quai d'Orsay : Chroniques diplomatiques (avec Christophe Blain) ;
  -  Prix Saint-Michel du meilleur album francophone pour Quai d'Orsay : Chroniques diplomatiques (avec Christophe Blain).
- 2013 :
  -  Fauve d'Or Prix du meilleur album du festival d'Angoulême pour Quai d'Orsay t. 2 (avec Christophe Blain).
  -  Prix Micheluzzi de la meilleure bande dessinée étrangère pour Quai d'Orsay t. 2 (avec Christophe Blain).
  -  Prix du meilleur scénario au Festival International du Film de San Sebastián.
- 2020 :
  - Nomination à la 45e cérémonie des César du cinéma pour Le Chant du Loup, dans la catégorie meilleur premier film[21].
- 2022 :  Officier de l'ordre des Arts et des Lettres[22].